# Ukmergė
Ukmergė, trước đây Vilkmergė (Ba Lan: Wiłkomierz) là một thành phố của Litva.
Ukmergė thuộc hạt Vilnius của Litva, cự ly 78 km (48 dặm) về phía tây bắc của Vilnius, với dân số khoảng 26.000 người (2011).
Ukmergė lần đầu tiên được đề cập như là một khu định cư vào năm 1333. Thực tế nó là một pháo đài bằng gỗ đứng trên một ngọn đồi, gần nơi hợp lưu của sông Vilkmergė và sông Šventoji. Ukmergė bị tấn công bởi các Hiệp sĩ Teutonic và Hội Livonia năm 1333, 1365, 1378, 1386, và ngay cả trong 1391, đã có sau khi đã Công giáo hóa Liva trong 1387. Trong cuộc tấn công cuối cùng, Ukmergė đã bị đốt cháy mặt đất và đã được xây dựng lại hoàn toàn.